# Sztos (film)

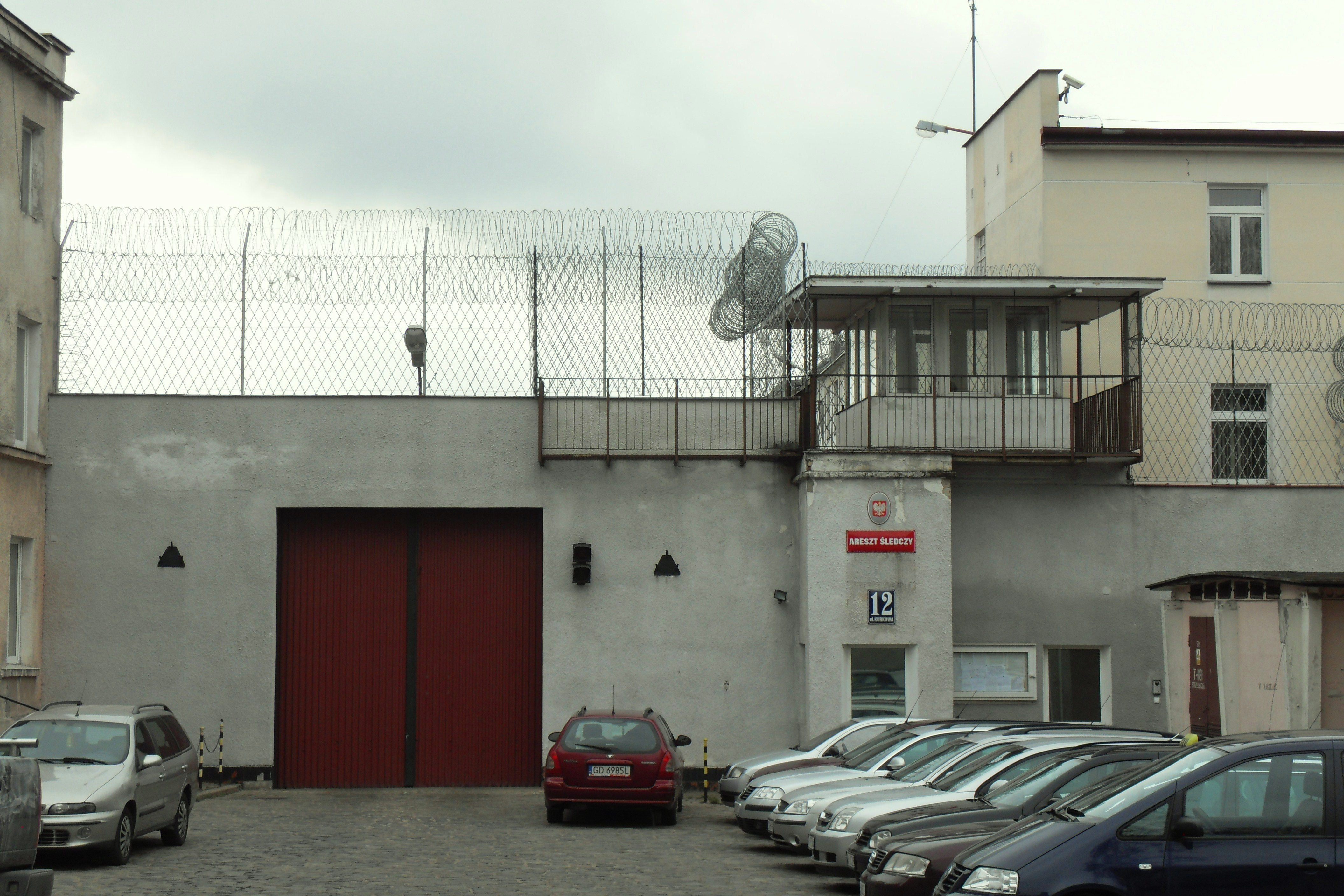
Zakład karny, który opuścili Synek i Eryk

Sztos – polska komedia sensacyjna w reżyserii Olafa Lubaszenki, wyprodukowana w 1997 roku. W 2011 roku powstała kontynuacja filmu pod tytułem Sztos 2.

## Fabuła
W czasie pobytu w więzieniu Synek postanawia spróbować zdobyć pieniądze na wymarzone mieszkanie zostając cinkciarzem-oszustem. W „robocie” pomagać ma mu Eryk, stary fachowiec od oszustw walutowych.

## Twórcy filmu
- Reżyseria: Olaf Lubaszenko
- Scenariusz: Jerzy Kolasa
- Zdjęcia: Piotr Wojtowicz
- Scenografia: Andrzej Haliński
- Muzyka: Miłość, Tymon i Trupy
- Wykonanie muzyki: Ryszard Tymon Tymański (kontrabas, lider), Mikołaj Trzaska (saksofon), Maciej Sikała (saksofon), Leszek Możdżer (fortepian), Jacek Olter (perkusja)
- Wykonanie piosenek: Kazik Staszewski
- Montaż: Wanda Zeman

## Obsada
- Cezary Pazura – Kazik Czarnecki „Synek”
- Jan Nowicki – Eryk
- Ewa Gawryluk – Beata
- Krzysztof Zaleski – „Grucha”
- Leon Niemczyk – niemiecki turysta Josef
- Emil Karewicz – niemiecki turysta
- Edward Linde-Lubaszenko – Edward z Krakowa
- Agnieszka Sitek – Basia
- Janusz Józefowicz – Adaś, przyjaciel Eryka
- Olaf Lubaszenko – Mietek, przyjaciel Eryka
- Michał Milowicz – cinkciarz „Student”
- Stanisław Brudny – „Midas” mężczyzna sprzątający w szulerni
- Janusz Stokłosa – muzyk
- Grzegorz Skrzecz – kucharz z siekierą
- Przemysław Saleta – gracz w nielegalnym kasynie „Midasa”
- Henryk Bista – prokurator
- Tomasz Dedek – fałszerz
- Jarosław Boberek
- Katarzyna Bargiełowska
- Mariusz Czajka
- Wojciech Dmochowski
- Ryszard Chlebuś
- Grzegorz Gierak

W jednej z początkowych scen filmu pojawia się trójmiejski gangster Nikodem Skotarczak ps. „Nikoś”, zastrzelony w Gdyni w 1998.

## Zdjęcia
Gdańsk, Gdynia, Sopot, Malbork, Pułtusk, Tczew, Warszawa.